# Ampithoe koreana
Ampithoe koreana is een vlokreeftensoort uit de familie van de Ampithoidae. De wetenschappelijke naam van de soort is voor het eerst geldig gepubliceerd in 1988 door Kim & Kim. Deze soort komt voornamelijk voor in mariene omgevingen langs de kusten van Zuid-Korea. De naam is afgeleid van de regio van oorsprong, Korea, waar het diertje oorspronkelijk werd aangetroffen. 

## Morfologische kenmerken van de Ampithoe koreana
Het lichaam is verdeeld in drie segmenten: het kopsegment, het borstsegment en het achterlijf. De soort heeft relatief lange antennes en goed ontwikkelde poten, waarmee het zich efficiënt door zijn omgeving beweegt. De kleur van het lichaam varieert, maar vaak is het diertje doorzichtig met een lichtblauwe tot groene tint, wat het helpt om zich te camoufleren in zijn omgeving.

## Habitat en verspreiding
Deze amfipode komt voornamelijk voor in ondiepe mariene gebieden langs de kusten van Zuid-Korea, waar het zich ophoudt op de zeebodem, vaak in zeegrasvelden of tussen rotsen. De soort is benthisch, wat betekent dat het voornamelijk op de bodem leeft, waar het zich voedt met detritus, algen en ander organisch materiaal. De Ampithoe koreana is een voorbeeld van een amfipode die goed is aangepast aan het leven in mariene omgevingen en een belangrijke rol speelt in het ecosysteem van de regio.

## voeding en ecologische rol
De Ampithoe koreana is een omnivoor en voedt zich met detritus, plankton en algen, wat het een belangrijke rol geeft in de afbraak van organisch materiaal in het ecosysteem. Dit helpt niet alleen bij het recyclen van voedingsstoffen, maar het diertje is ook een belangrijke voedselbron voor grotere mariene organismen, zoals vissen en grotere ongewervelden. Door de rol die het speelt in de afbraak van organisch materiaal, is de Ampithoe koreana een cruciale schakel in het mariene voedselweb. Het ecosysteem profiteert van de aanwezigheid van deze amfipode doordat het de bodemstructuur beïnvloedt en helpt bij het onderhoud van de biodiversiteit binnen het mariene milieu.